# Polis, Albania
Polis là một xã trong quận Librazhd thuộc hạt Elbasan, Albania. Dân số năm 2005 là 4498 người.